# Памятная Китайская медаль

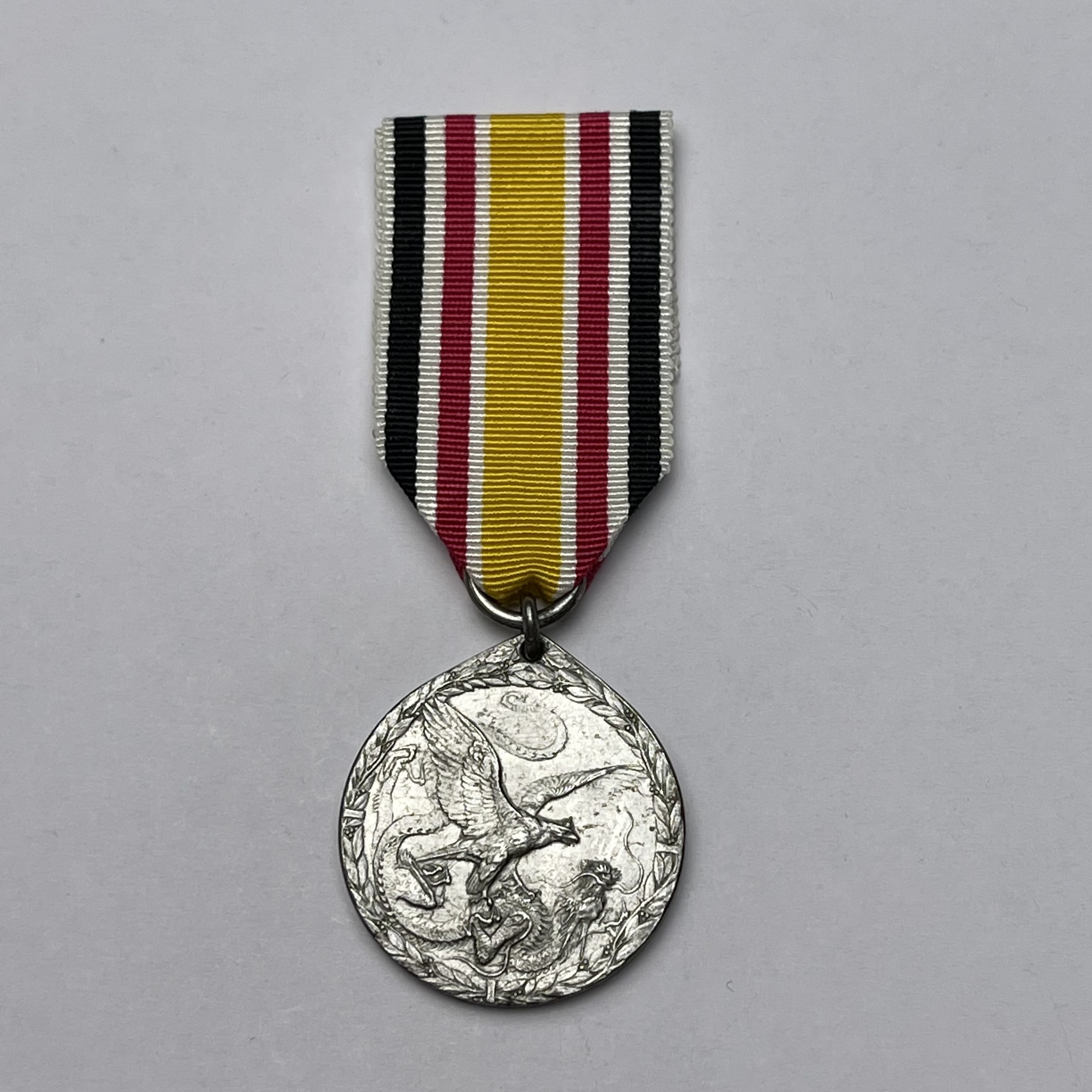
Аверс медали для некомбатантов.

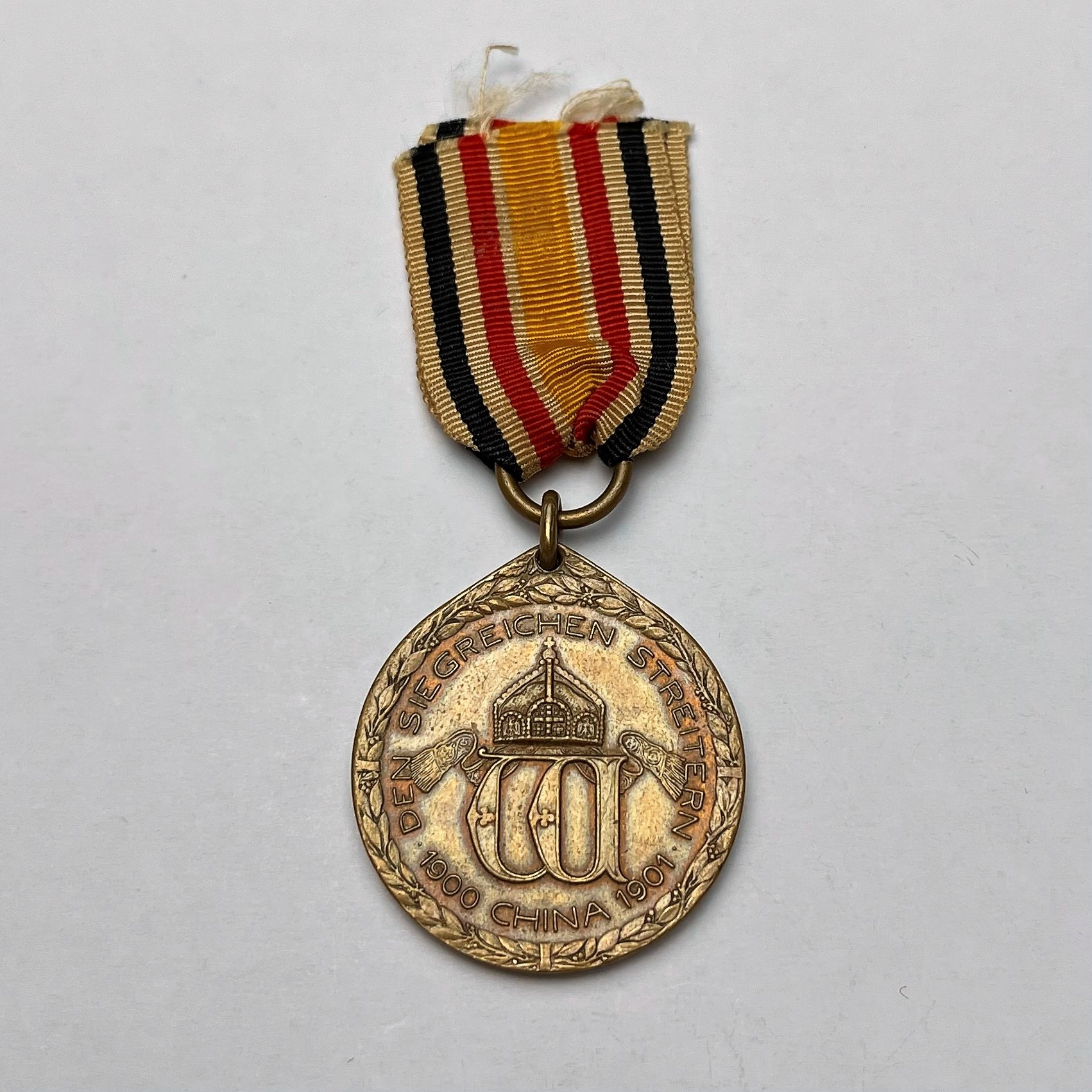
Реверс медали для комбатантов.

Китайская медаль (нем. China-Denkmünze)  — награда Германской империи, предназначавшаяся для поощрения военнослужащих и гражданских лиц, принимавших участие в подавлении Ихэтуаньского восстания.

## История
По завершении конфликта, германский император Вильгельм II предложил участвовавшим в нём державам учредить общую памятную медаль, но эта идея потерпела неудачу из-за противодействия со стороны Франции и Великобритании.
Каждая из восьми стран-участниц, за исключением Австрии, создала свои медали. Так же поступила и Германия, учредившая 10 мая 1901 года Памятную китайскую медаль. Награждению ею подлежали как участники подавления восстания в период с 30 мая 1900 по 29 июня 1901 (военнослужащие армии и Военно-морского флота), так и те некомбатанты, кто обеспечивал военную операцию, в частности, военные чиновники, экипажи гражданских кораблей, врачи, а также лица, получившие ранения или заболевания в ходе кампании. Медаль могла вручаться и женщинам.
Медаль существовала в двух вариантах: из бронзы или позолоченной меди для военнослужащих (награждено около 50000 человек) и стальная для некомбатантов и прочих категорий (около 6000 награждений).
Медальер — Вальтер Шотт. Медаль выпускалась государственной фирмой Mayer & Wilhelm из Штутгарта, а также различными частными компаниями.

## Описание награды
- Медаль : округлая, выполнена в форме вытянутой капли размерами 35 х 32 мм, В верхней её части имеется отверстие для крепёжного кольца, в свою очередь соединённого с кольцом для ленты.

Аверс медалей обоих типов идентичен. На нём имеется рельефное изображение аллегорических фигур: в центре — распростёрший крылья орёл, держит в когтях  китайского дракона. По окружности эта композиция обрамлена лавровым венком, слева, справа и снизу перевязанным лентами.
На реверсе медалей всех типов по окружности также расположен венок, в центре находится буква W (Wilhelm), увенчанная короной Германской империи с развевающимися по обеим сторонам лентами. У медали для военнослужащих по верхней дуге проходит надпись Den Siegreichen Streitern ("Победоносным воинам"), по нижней — 1900 China 1901 ("1900 Китай 1901"); в варианте для некомбатантов по кругу идёт надпись Verdienst um die Expedition nach China ("За службу во время экспедиции в Китай"), а в нижней точке находится изображение пятиконечной звезды.
- Лента : белого цвета, в центре широкая жёлтая полоса, по обе стороны от которой расположены узкие чёрная-белая-красная полосы (цвета флага Германской империи).
- Дополнительные знаки отличия и награды: существовали 13 (по другим данным 14[1]) официально учреждённых бронзовых пристёжек, которые полагались лишь военнослужащим и приобретались ими за свой счёт:
- FOUPHING
- HOPHU
- HUOLU
- KALGAN (Калган, ныне Чжанцзякоу)
- KAUMI
- KITCHOU (Киао-Чао, совр. Цзяо-Чжоу)
- LIANG-HSIANG-HSIEN (совр. Liangxiangzhen)
- PEITANG-FORTS
- PEKING (Пекин)
- SEYMOURE-EXPEDITION (Экспедиция Сеймура)
- TAKU (Крепости Дагу)
- TIENTSIN (Тяньцзинь)
- TSEKINGKWAN.

Среди неофициальных пристёжек известны следующие: 1900, 1900-1901, 1900-01, 1901, CHOUCHOUANG, KUAN-TSCHANG, LANG-FANG, NANKUANTO, NAN-HUNG-MEN, OSTASIA EXPED KPS, PEITZANG , TONGKU, TSCHÖNGLING, TSUHANG, TSUHANG-TSCHÖNGLING.

## Известные награждённые
- Адмирал Адольф фон Трота;
- Адмирал Гвидо фон Узедом;
- корветтен-капитан Вильгельм фон Ланс, капитан КЛ "Ильтис".
- Генерал Пауль фон Хёпфнер.